# Nazionale maschile di rugby a 15 dell'India
La nazionale di rugby XV dell'India (भारत राष्ट्रीय रग्बी यूनियन टीम) è inclusa nel terzo livello del rugby internazionale.